# Hylobatidae
Los hilobátidos (Hylobatidae) son una familia de primates hominoideos que incluye a todas las especies de gibones y al siamang. Esta familia agrupa a cuatro géneros, Hoolock, Hylobates, Nomascus y Symphalangus, los cuales a su vez integran dieciocho especies.
Se diferencian de los otros hominoideos principalmente por su menor tamaño, la gran longitud de sus brazos con respecto al tamaño corporal, su estilo de vida exclusivamente arborícola, el uso de la braquiación como forma principal de locomoción y por su organización social basada en parejas monogámicas. Al igual que los demás hominoideos su cavidad craneal es voluminosa; sus órbitas son grandes y algunas especies poseen un saco gular en el cuello que les permite intensificar sus llamados. Obtienen su alimento en las horas del día y la mayoría de las especies se alimentan principalmente de pulpa de frutas, complementando su dieta con hojas e invertebrados.
Los hilobátidos habitan en casi todo el Sudeste de Asia en hábitats de selva tropical lluviosa y subtropical, principalmente en zonas de baja altitud. Son animales sociales y territoriales que conforman grupos pequeños de cuatro individuos en promedio, conformados por una pareja monógama y sus hijos. Protegen este territorio activamente y mantienen alejados a los posibles rivales por medio de despliegues, principalmente vocales, en los cuales las parejas de adultos de cada grupo entona a dúo ruidosos cantos de advertencia.
Todas las especies de la familia se encuentran amenazadas de extinción, a causa de la creciente población humana del sudeste asiático que ha deforestado, deteriorado y fragmentado su hábitat, para dedicar el suelo a diversas actividades económicas. La presencia de humanos también ha propiciado otras actividades que han contribuido a la merma de su población, como la caza para aprovechar su carne o como insumo para medicinas tradicionales, y la captura de ejemplares vivos para venderlos como mascotas o para exhibición en zoológicos. En la Lista Roja de la UICN, la mayor parte de las especies se clasifican como en peligro de extinción y dos de ellas se catalogan como en peligro crítico. En la publicación bienal Los 25 primates en mayor peligro del mundo 2016-2018, también se incluye una especie.

## Evolución y origen

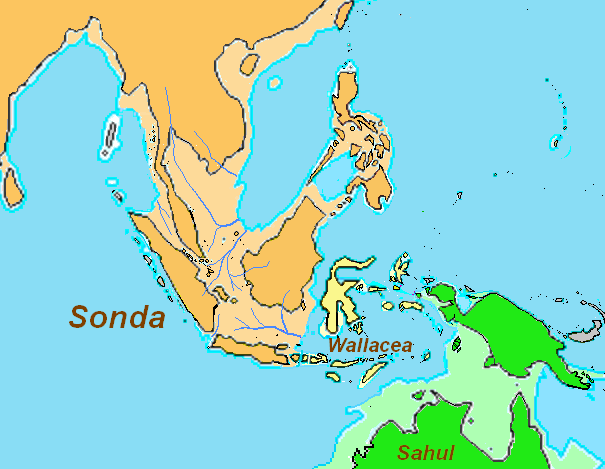
Plataforma y región de la Sonda.

La plataforma de la Sonda, sobre la que se asientan las islas del sudeste de Asia, emergió hace aproximadamente 12 millones de años creando una nueva porción de tierra firme, lo que atrajo fauna y flora del resto del continente asiático. Las fluctuaciones en el nivel del mar principalmente a finales del Pleistoceno dejaban al descubierto una gran masa de continente al retirarse y numerosas islas al elevarse de nuevo. Bajo estas circunstancias se propició el aislamiento geográfico requerido para que ocurriera la especiación, con migraciones posteriores de estas especies dentro de la misma plataforma en cuanto los puentes terrestres se restablecían. Luego de originarse los diferentes géneros en diversos sitios de esta plataforma (Hoolock, Hylobates , Nomascus y Symphalangus), la referida especiación ocurrió en este sitio, en lugar de hacerlo en el continente asiático.
El registro fósil ubica al posible ancestro de los hilobátidos, conocido como Dendropithecus, en África, entre hace 20 y 17 millones de años. Era un catarrino pequeño y esbelto parcialmente braquiador, con una dentadura que sugiere una dieta similar a los gibones y siamangs modernos.

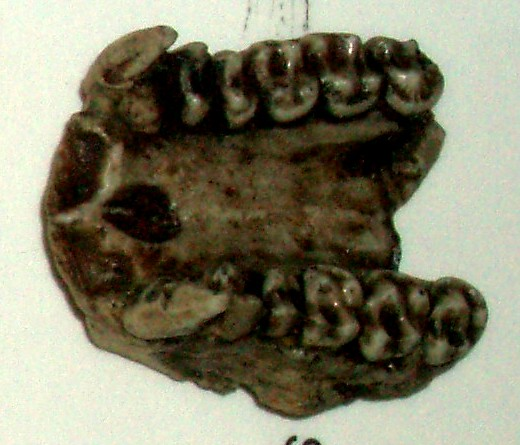
Mandíbula de Dendropithecus macinnesi

En 2010, un estudio basado en ADN mitocondrial realizado en especies de los géneros Hylobates, Nomascus y Symphalangus, indican que la divergencia entre los hilobátidos y los homínidos (humanos, orangutanes, gorilas y chimpancés) ocurrió hace aproximadamente 19,25 Ma, compatible con otras estimaciones basadas en análisis del gen del citocromo b mitocondrial que arrojan 16,26 Ma. El mismo estudio ubica la división entre Nomascus y los otros géneros de la familia hace 8,67 Ma, mientras que el género Hylobates se habría originado hace 4,17 Ma. La divergencia ulterior entre H. lar e H. pileatus habría ocurrido hace 2,90 Ma y la separación entre H. moloch de H. klossii, e H. muelleri de H. agilis hace 2,77 y 2,62 Ma, respectivamente. Otro estudio de ADN mitocondrial estima que el género Nomascus surgió hace 8 millones de años, Symphalangus e Hylobates hace 7 Ma; Hylobates pileatus hace 3,9 Ma, Hylobates lar e Hylobates agilis hace 3,3 Ma durante el Plioceno. Los estudios ubican también al género Hoolock como el último en originarse a partir de Hylobates hace aproximadamente entre 1,3 y 1,8 Ma.
Dentro del registro fósil, se describió la especie extinta Bunopithecus sericus, cuyos restos fósiles se hallaron en Sichuan, China, en depósitos del Pleistoceno Medio. También procedentes del Pleistoceno, en encontraron restos fósiles en el sur de China de las especies vivientes Nomascus concolor y Hoolock hoolock, demostrando que durante esta época la familia tenía una amplia distribución en esta región.

## Clasificación

Clasificación de los hilobátidos dentro de la superfamilia Hominoidea.

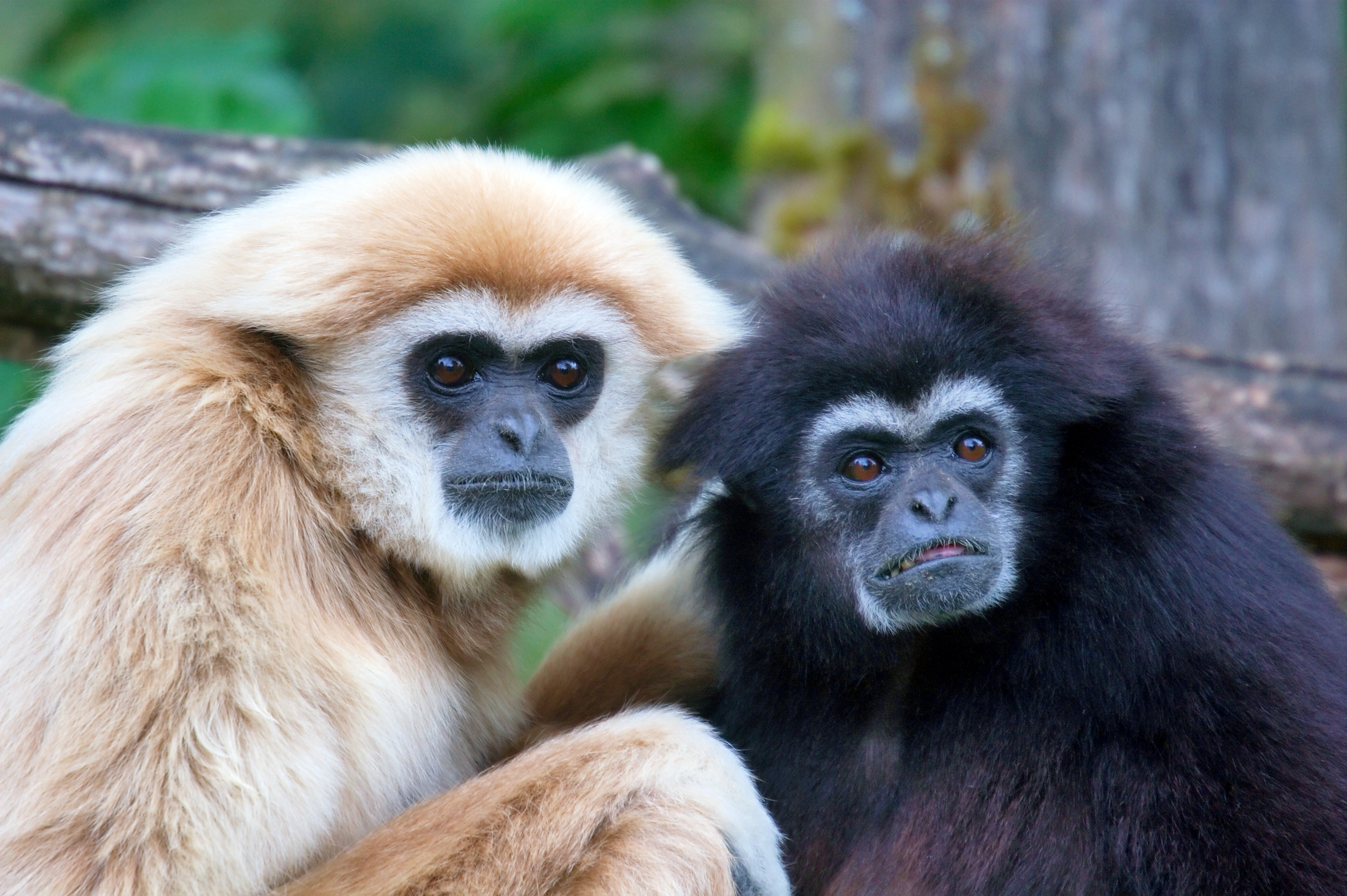
Pareja de Hylobates lar.

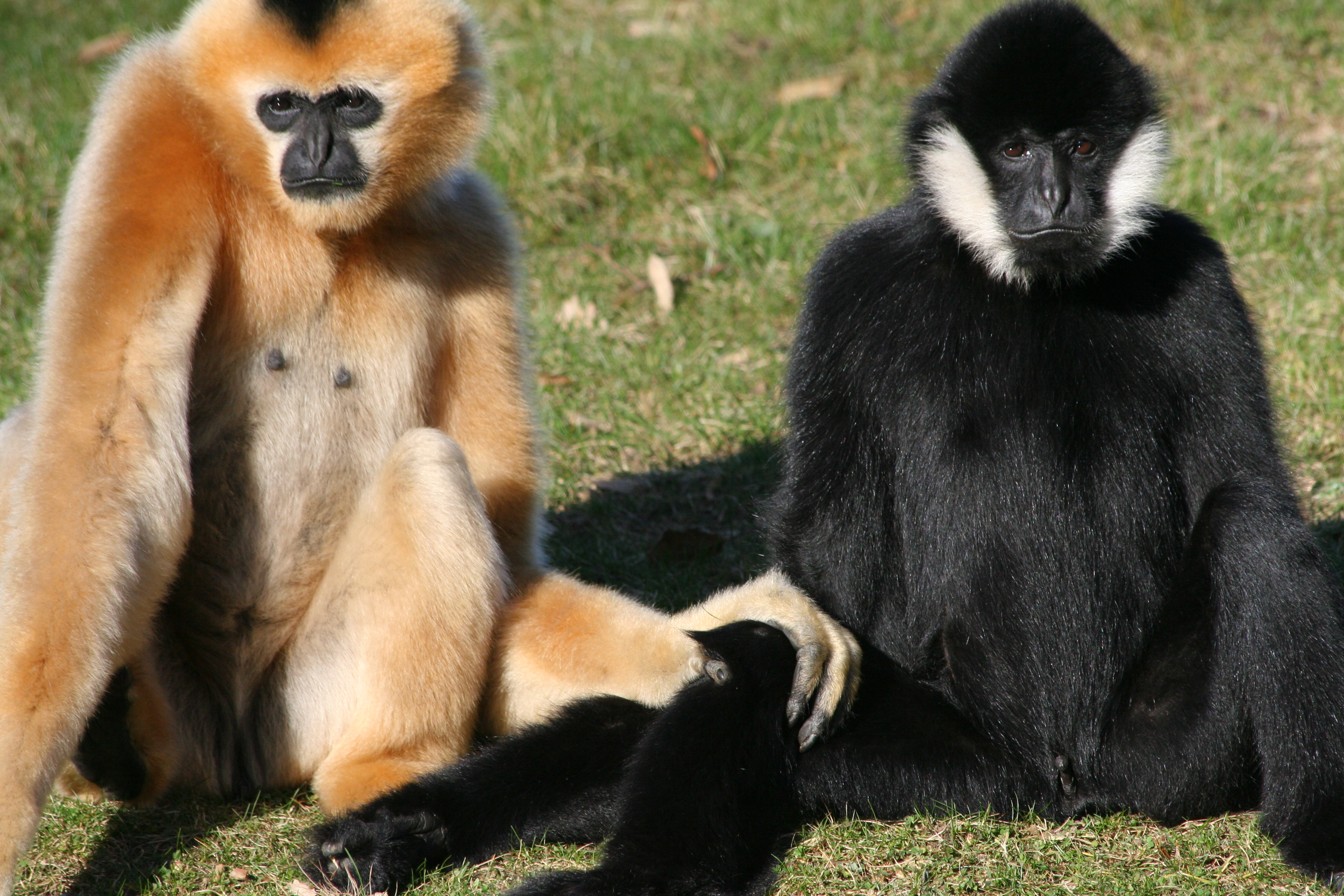
Pareja de Nomascus leucogenys.

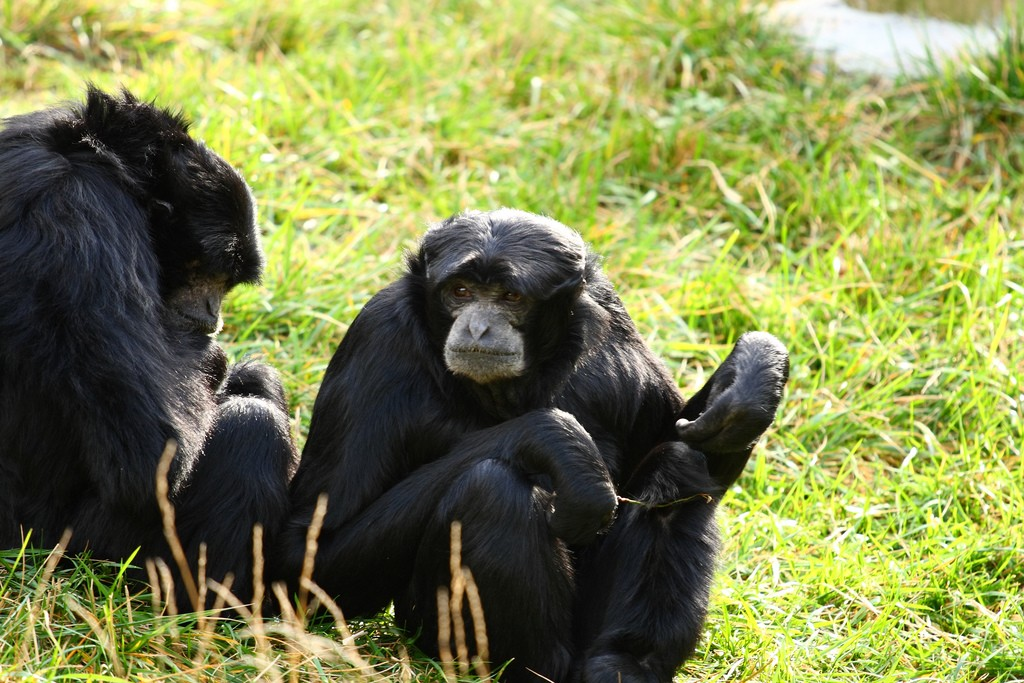
Siamang.

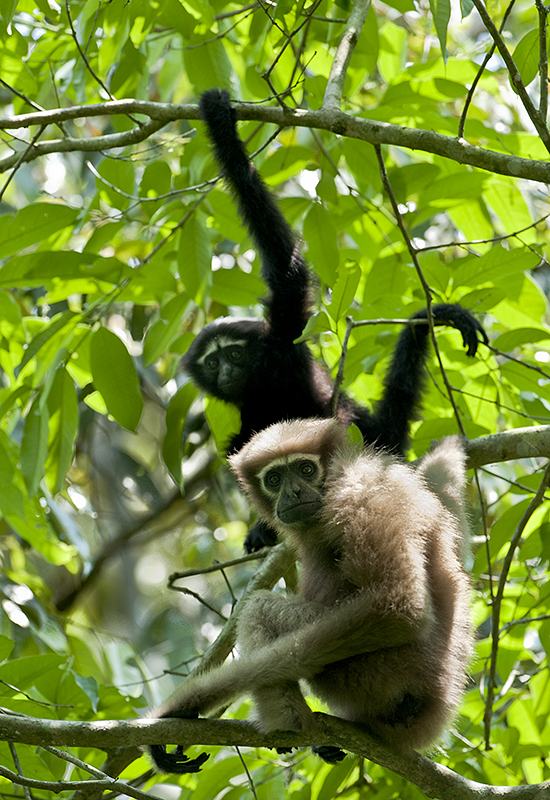
Pareja de Hoolock hoolock.

La primera descripción de una especie de la familia Hylobatidae fue realizada por Carlos Linneo en 1771 como Homo lar, posteriormente fue descrito el siamang (Symphalangus syndactylus) por Thomas Raffles en 1821 como Simia sindactyla, y luego Simia concolor y Simia hoolock, en 1826 y 1834 respectivamente, por Richard Harlan. Vaughan en 1978, incluyó a esta familia dentro de la familia Pongidae, que se consideraba en ese momento como parte de Hominidae, pero posteriormente varios autores incluyeron a Hylobatidae dentro de Hominidae. Inicialmente se consideró que la familia contenía solo al género Hylobates; Goodman y colaboradores separaron a Symphalangus e Hylobates en géneros diferentes (1998), pero este fue dividido provisionalmente en cuatro subgéneros por Groves (2001) hasta no resolver el problema de cómo clasificar Bunopithecus. Para principios de la década de 2000, la mayoría de los autores reconocían la existencia de cuatro género —Bunopithecus, Hylobates, Nomascus y Symphalangus— y en 2005, a las especies entonces reconocidas de gibones hoolock, antes incluidas dentro del género Bunopithecus, se les asignó su propio género, Hoolock, al demostrarse que no estaban muy emparentados con la especie extinta Bunopithecus sericus, la cual integra hasta el momento el género extinto y monofilético, Bunopithecus. La división en cuatro géneros se basa en su número de cromosomas: Hylobates (44), Hoolock (38), Nomascus (52) y Symphalangus (50).
A continuación se listan los géneros, especies y subespecies que componen a la familia:
- Familia Hylobatidae
  - Género Hoolock
    - Gibón hoolock occidental, Hoolock hoolock
    - Gibón hoolock oriental, Hoolock leuconedys
    - Gibón hoolock Skywalker, Hoolock tianxing[25]

  - Género Hylobates
    - Gibón de manos negras o Gibón ágil, Hylobates agilis
      - Gibón ágil de montaña, Hylobates agilis agilis
      - Gibón ágil de Borneo, Hylobates agilis albibarbis
      - Gibón ágil de tierras bajas, Hylobates agilis unko

    - Gibón ágil de Borneo Hylobates albibarbis
    - Gibón de Kloss, Hylobates klossii
    - Gibón de manos blancas, Hylobates lar
      - Gibón de manos blancas de Malasia, Hylobates lar lar
      - Gibón de manos blancas de Carpenter, Hylobates lar carpenteri
      - Gibón de manos blancas central, Hylobates lar entelloides
      - Gibón de manos blancas de Sumatra, Hylobates lar vestitus
      - Gibón de manos blancas de Yunan, Hylobates lar yunnanensis

    - Gibón plateado, Hylobates moloch
      - Gibón plateado occidental, Hylobates moloch moloch
      - Gibón plateado oriental, Hylobates moloch pongoalsoni

    - Gibón de Müller, Hylobates muelleri
      - Gibón de Müller gris, Hylobates muelleri muelleri
      - Gibón gris de Abbott, Hylobates muelleri abbotti
      - Gibón gris del norte, Hylobates muelleri funereus

    - Gibón crestado, Hylobates pileatus

  - Género Nomascus
    - Gibón de mejillas beige del norte, Nomascus annamensis[5]
    - Gibón de cresta negra, Nomascus concolor
      - Nomascus concolor concolor
      - Nomascus concolor lu
      - Nomascus concolor jingdongensis
      - Nomascus concolor furvogaster

    - Gibón de Hainan, Nomascus hainanus
    - Gibón de cresta negra oriental, Nomascus nasutus
      - Gibón de Cao Vit, Nomascus nasutus nasutus
      - Gibón de Hainan, Nomascus nasutus hainanus

    - Gibón crestado de mejillas blancas del norte, Nomascus leucogenys
    - Gibón de mejillas beige, Nomascus gabriellae
    - Gibón crestado de mejillas blancas del sur, Nomascus siki

  - Género Symphalangus
    - Siamang, Symphalangus syndactylus

  - Género Bunopithecus †[3]
    - Bunopithecus sericus

## Descripción

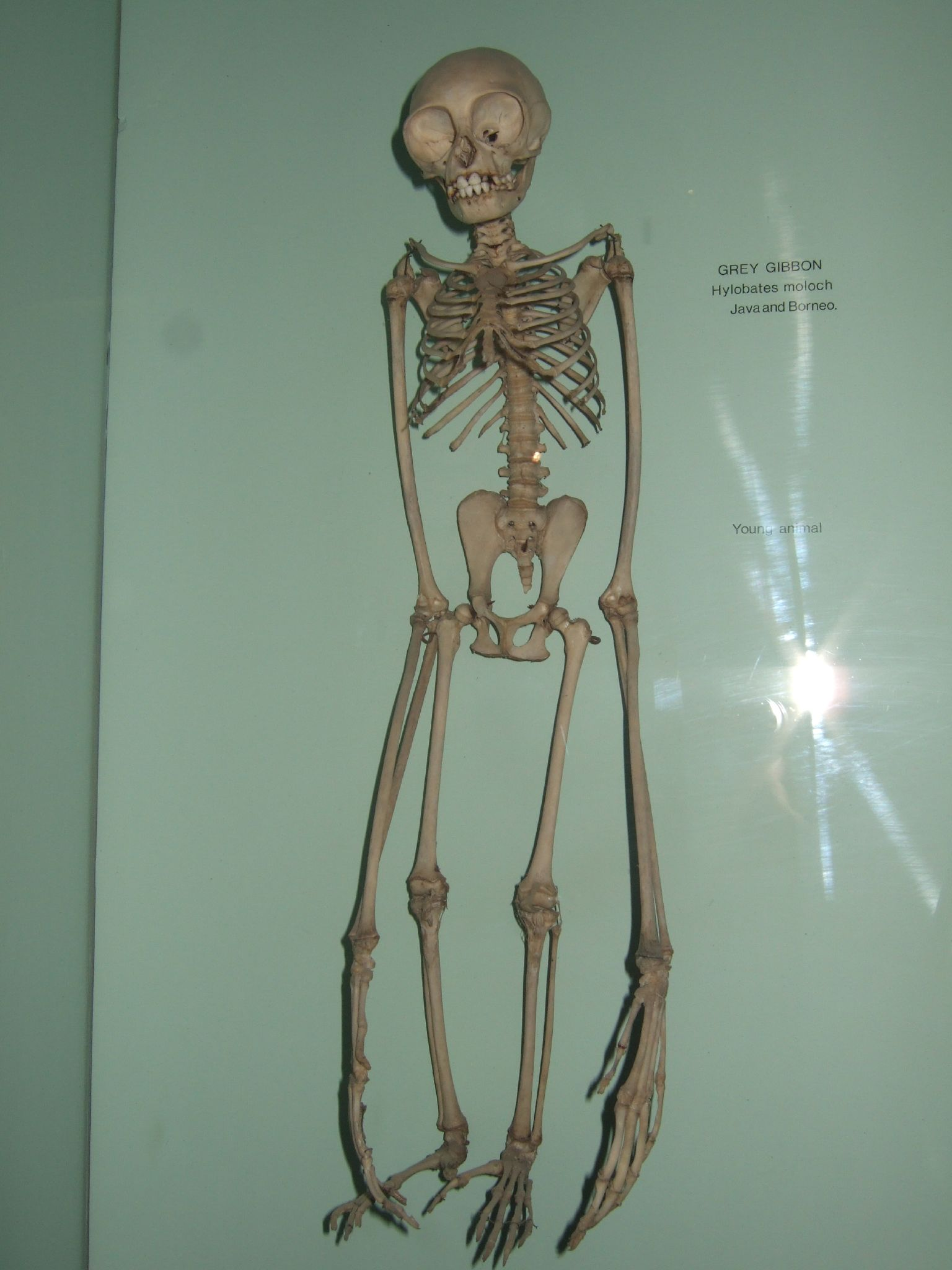
Esqueleto de Hylobates moloch, se observa el gran tamaño de las extremidades superiores con respecto a las demás estructuras del cuerpo.

Los hilobátidos difieren físicamente de los homínidos —humanos, orangutanes, gorilas y chimpancés— en varios aspectos, siendo los más notables su menor tamaño y la gran longitud de sus brazos con respecto a las demás estructuras del cuerpo. 
La especie más grande es el siamang (S. syndactylus) que tiene una envergadura de hasta 1,5 metros, una longitud corporal de entre 70 y 90 cm, y un peso de 8 a 13 kg. Las otras especies son notablemente más pequeñas, con longitudes corporales que van de los 44 a 63 cm y un peso de 4 a 8 kg. Su cuerpo y extremidades son delgados y normalmente asumen una posición erecta. No existe un dimorfismo sexual apreciable en lo que respecta al tamaño corporal y a la dentadura. Al igual que los otros hominoideos carecen de rabo y como algunos cercopitécidos, poseen callosidades isquiáticas.
El pelaje en las diferentes especies varía dependiendo del sexo y de la edad; puede ser de color negro, gris, marrón o blanco y en algunas de ellas tienen manchas de diferente color. Existe gran variación de la coloración entre individuos de la misma especie y en la mayor parte de estas varía con la edad; los jóvenes tienen una coloración clara que usualmente se torna más oscura entre los dos o cinco años de edad, dependiendo de la especie. El pelaje en los gibones y en el siamang tiene una textura áspera y algunas especies poseen mechones de pelo característicos alrededor de la cara, la cual generalmente carece de pelo y es de color negro. Por ejemplo, los machos adultos del gibón de cresta negra (N. concolor) son completamente negros o poseen mechones de pelo en las mejillas, de color blanco o amarillento, mientras que las hembras tienen con frecuencia color marrón y la cara de color negruzco; en cambio los machos y hembras del siamang son negros excepto la región facial que es marrón brillante.

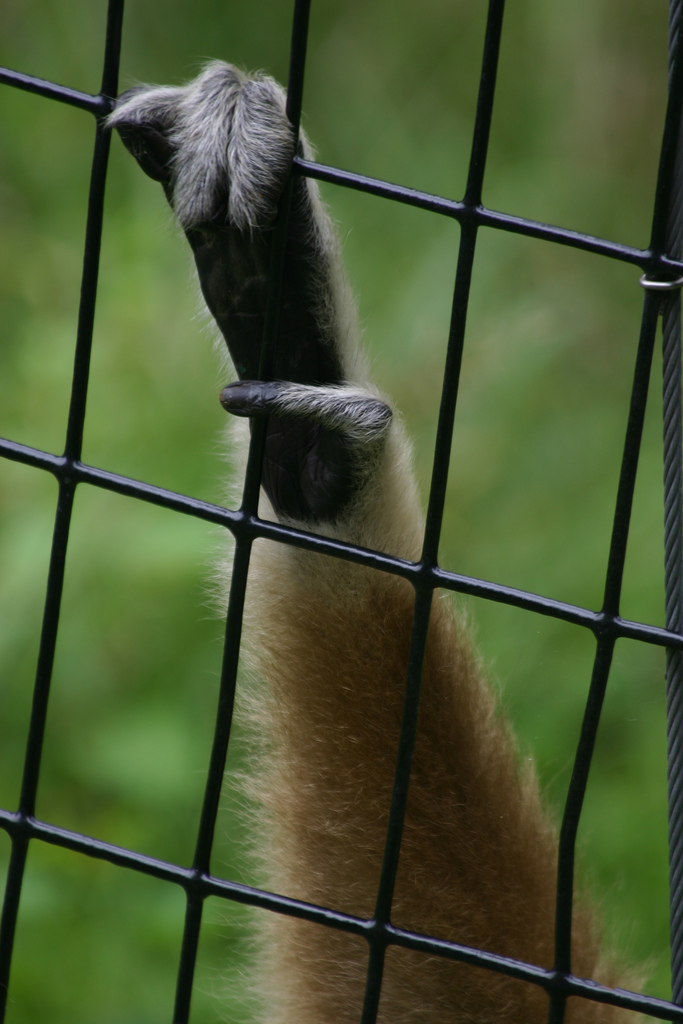
Mano de Hylobates lar.

Al igual que en otros hominoideos, la bóveda craneana es grande y redondeada, el rostro es corto, con órbitas grandes y la distancia entre las órbitas es relativamente ancha; la mandíbula es plana con la rama ascendente ancha. Los gibones tienen la típica nariz catarrina con las fosas nasales juntas y dirigidas hacia abajo. Los gibones carecen de abazones en las mejillas, tampoco poseen el estómago saculado —estómago con cavidades típico de algunas especies de primates arbóreos—.
La fórmula dental es {\displaystyle {\tfrac {2.1.2.3}{2.1.2.3}}}, la misma de los homínidos y otros primates.  Los molares son relativamente simples, con cúspides bajas y redondeadas. Sus dientes son muy similares a los de los grandes simios. Existe escaso dimorfismo sexual en el tamaño de los caninos; estos son largos y, tanto los superiores como los inferiores, tiene forma de daga y se proyectan anteriormente. El primer premolar inferior se encuentra ligeramente alargado en dirección mediolingual e interactúa con el borde posterior del canino superior, configurando un dispositivo de corte similar al de los cercopitécidos, el cual se compone de tres piezas: el canino superior, el inferior y el premolar inferior.
Se encuentran entre los primates más vocales y son conocidos por constituir duetos —constituidos por la pareja monógama— que les sirven principalmente para proteger su territorio. Para ello, algunas especies poseen un gran saco gular en la parte anterior del cuello, que puede inflarse y sirve como cámara de resonancia cuando el animal emite llamados. Esta estructura es más notoria en el siamang, aunque también está presente en otras especies de los géneros Hylobates y Nomascus.
El omoplato es alargado y angosto, y en la articulación glenohumeral la cavidad glenoidea es pequeña y poco profunda, hecho que contribuye al amplio rango de movilidad de esta articulación. Sin embargo, al estar sostenida solamente por músculos y ligamentos, esta articulación es poco estable. A diferencia de los humanos, que son bípedos, la cabeza humeral es mayor que la femoral, lo que evidencia su tipo de locomoción. Al igual que los póngidos y los demás homínidos, por regla general en todos los hilobátidos la tibia es más corta y menos robusta que el fémur.
El movimiento y forma del dedo pulgar en los hilobátidos se consideran únicos entre los primates. Este es comparativamente largo con respecto al dedo índice del cual se separa por una hendidura que penetra profundamente en el metacarpo. Durante la braquiación permanece unido en el mismo plano horizontal que los otros cuatro dedos; sin embargo, durante la manipulación de objetos lo utilizan realizando un movimiento de oposición. En el siamang, y raramente en otras especies, el segundo y tercer dedo del pie se encuentran unidos en su base por tejido conjuntivo, esta condición se conoce como sindactilia (de ahí su nombre específico syndactylus).

## Comportamiento

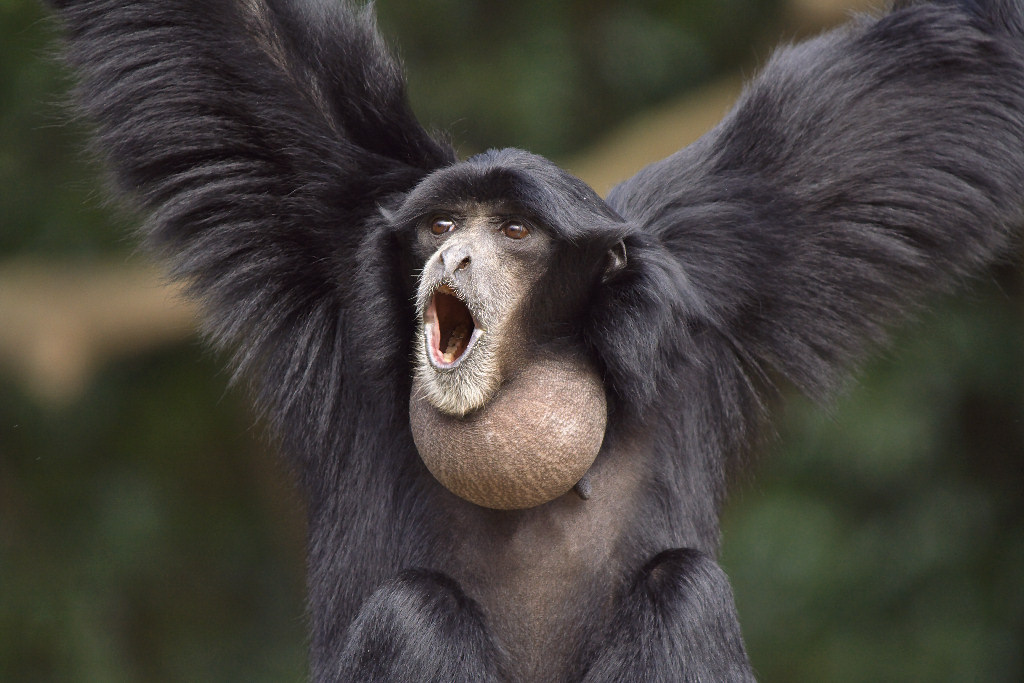
Siamang emitiendo llamados, se aprecia el gran saco gular que utiliza para amplificar los sonidos.

Los hilobátidos son animales sociales, bastante territoriales, y defienden sus fronteras con despliegues visuales y vocales vigorosos. El elemento vocal, el cual puede ser oído con frecuencia a distancias superiores de 1 km, consiste de un dueto entre la pareja dueña del territorio, al cual sus crías algunas veces se unen. En la mayoría de las especies, los machos, y algunas hembras, cantan solos para atraer pareja o para señalar su territorio.
Los grupos tienen en promedio 3,8 individuos que normalmente incluye una pareja de adultos y dos jóvenes, pero oscila desde 2 a 7 animales. Estos grupos están muy unidos, se separan solo pocos metros durante el día y refuerzan sus vínculos mediante el acicalamiento. Solamente en el gibón de cresta negra (Nomascus concolor) se han observado grupos con varias hembras (poliginia), con dos o tres hembras adultas o jóvenes. Con frecuencia se observan individuos solitarios, los cuales se cree que son animales subadultos que han sido expulsados de su grupo y todavía no han conformado un nuevo grupo, tarea que puede llevarles varios años.

### Territorio
En las especies estudiadas la densidad de los grupos familiares, integrados en promedio por alrededor de 4 animales, varía de 1,5 a 6,5 por kilómetro cuadrado. Se ha observado a los gibones de Müller (Hylobates muelleri) y siamangs desplazarse en promedio de 800 a 900 metros al día y a otras especies de 1200 a 1500 metros. Sin embargo, en tiempos de escasez se ha observado a los siamangs movilizarse solo 150 metros al día, pero en otras ocasiones hasta 2860 metros. Se han registrado extensiones territoriales desde 16 ha en los gibones de manos blancas de Tailandia (H. lar), de 17 ha para los gibones plateados (Hylobates moloch), de 45 o más ha para los gibones hoolock occidentales (Hoolock hoolock) de Bangladés y 56 ha para los gibones de manos blancas en Malasia, sitio donde los siamangs tienen territorios de 30 a 40 ha. La defensa del territorio termina raramente en un contacto físico, intentando inicialmente ahuyentar a los intrusos mediante fuertes vocalizaciones y despliegues acrobáticos que incluyen ruptura de ramas.

### Dieta y forrajeo

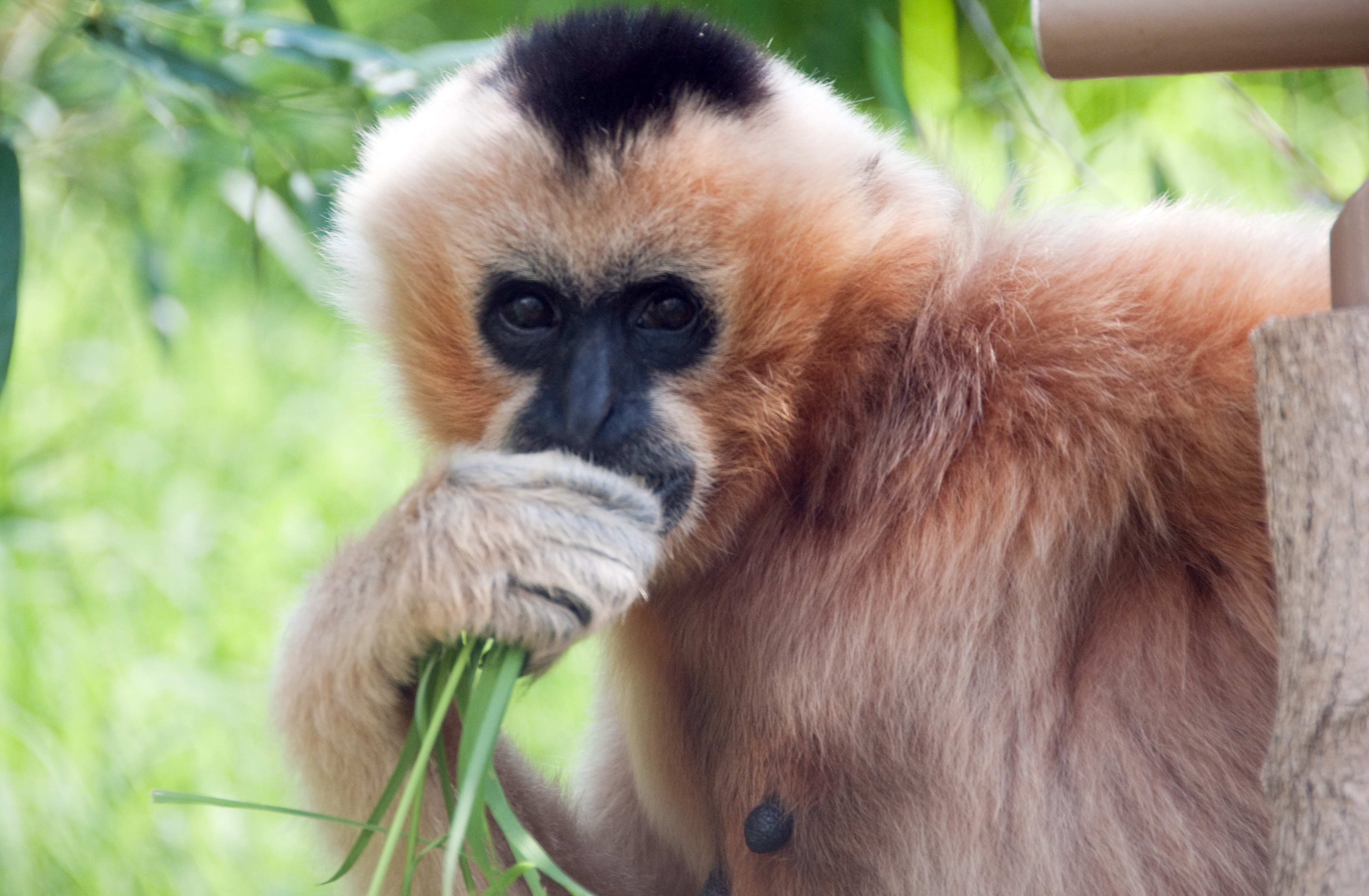
Hembra de gibón de mejillas blancas norteño (Nomascus leucogenys) alimentándose de hierba.

Los hilobátidos son consumidores especializados de pulpa de fruta, del mismo modo que los monos araña y los chimpancés, mostrando una mayor predilección por frutas pequeñas, coloridas y ricas en sacarosa. Los pequeños grupos familiares se apropian de pequeños árboles frutales para evitar la competencia con grupos más grandes de macacos y de orangutanes, en las zonas donde confluyen (Borneo y norte de Sumatra).
Difieren de otros primates por carecer de un patrón bimodal de alimentación durante el día, es decir, no presentan dos picos diarios de ingesta de comida. Por el contrario, se hallan activos durante casi todo el día (de 9 a 10 horas) incluyendo las horas más calurosas del mediodía, pero dejan de comer varias horas antes de la puesta de sol. Los gibones de manos blancas (Hylobates lar) tienden a ser un poco menos activos que los siamangs con un 30 a 40% del tiempo invertido en los primeros comparado con el 40 a 50% en los segundos. Pasan entre el 57% y 72% del tiempo de forrajeo consumiendo frutos y flores, a excepción del siamang que utiliza solo el 44%. Alrededor del 25% de la fruta que consumen son higos y en el caso del siamang constituyen alrededor del 40%.
La mayoría de las especies también consumen hojas tiernas, en especial los siamangs; no así el gibón de Kloos (Hylobates klossii) en cuyo hábitat de las islas Mentawai los suelos son pobres y algunas hojas tienen protección química. Los invertebrados también son una fuente importante de proteínas y constituye, en promedio, el 10% de su dieta.

### Vocalizaciones
Los llamados de los hilobátidos son intensos, pueden escucharse a kilómetros de distancia y los emiten durante el 30% al 90% del día. Estos cantos, que han sido objeto de estudios detallados, varían dependiendo de la especie y del sexo; y pueden ser útiles a la hora de identificar una especie determinada basándose únicamente en los sonidos emitidos. En algunas especies solo el macho se encarga de emitir cantos matutinos, pero en la mayoría de ellas constituyen un dueto con su pareja, con algún acompañamiento por parte de sus crías.
Se cree que el objeto principal de los llamados es el de señalar su territorio y advertir a sus posibles competidores, pero también desempeñaría un papel en la atracción sexual y posiblemente también sería un medio para fortalecer los lazos entre las parejas. Las vocalizaciones emitidas por las hembras están dirigidas a proteger el territorio, mientras que las de los machos están encaminadas a mantener alejados a sus rivales.
Estos llamados son típicamente de tono puro, con la energía concentrada en la frecuencia fundamental. Dependiendo de la especie esta frecuencia oscila entre 0,2 y 5 kHz. Las hembras emiten llamados intensos, uniformes y prolongados que —dependiendo de la especie— se componen de 6 a 100 notas, con una duración de 6 a 30 segundos. La forma de las notas de estos llamados y los intervalos entre las mismas, siguen un patrón característico de cada especie. Los machos en cambio, emiten vocalizaciones de corta duración más diversas. Inician emitiendo notas simples, las cuales van mezclando progresivamente para formar secuencias complejas, luego de varios minutos de haber empezado el canto.

### Locomoción

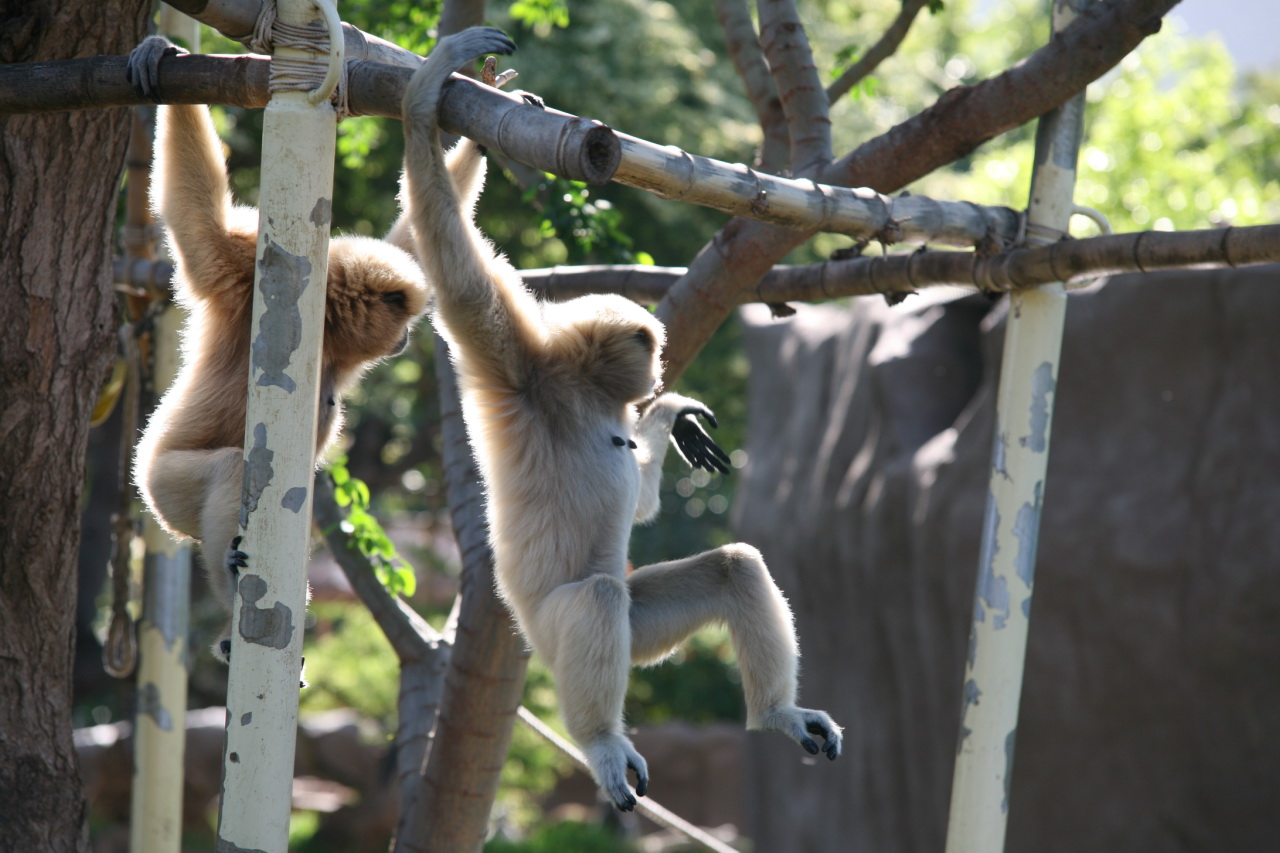
Gibones de manos blancas braquiando.

Todas los hilobátidos son diurnos y arbóreos, pero ocasionalmente pueden bajar al piso donde pueden adoptar una postura bípeda y marchar usando sus largos brazos para mantener el equilibrio; también pueden hacerlo sobre ramas horizontales que tengan el diámetro suficiente para soportarlos. Son los únicos primates que utilizan la braquiación como medio principal de locomoción, por lo que se dice que son «braquiadores verdaderos». Este modo de locomoción, en el que los individuos se desplazan balanceándose entre las ramas de los árboles usando solamente sus brazos, les permite cubrir distancias de unos tres metros en cada «brazada». Los gibones también son capaces de dar saltos entre las ramas con los que cubren distancias mayores a 8 m y pueden caminar como un bípedo utilizando sus brazos para balancerse. Este medio de locomoción no solo constituye una forma eficiente y de baja demanda de energía para trasladarse, sino una forma de acceder efectivamente a todos los frutos que cuelgan bajo las ramas de los árboles. Mientras la mayoría de primates arbóreos se limitan a colectar los frutos que pueden alcanzar cuando se posan sobre las ramas, los gibones pueden acceder además a los frutos que cuelgan de ellas, mientras se suspenden de éstas o las sujetan desde abajo con sus largos brazos, especialmente de las ramas más delgadas donde los frutos son más abundantes.

## Reproducción y ciclo vital

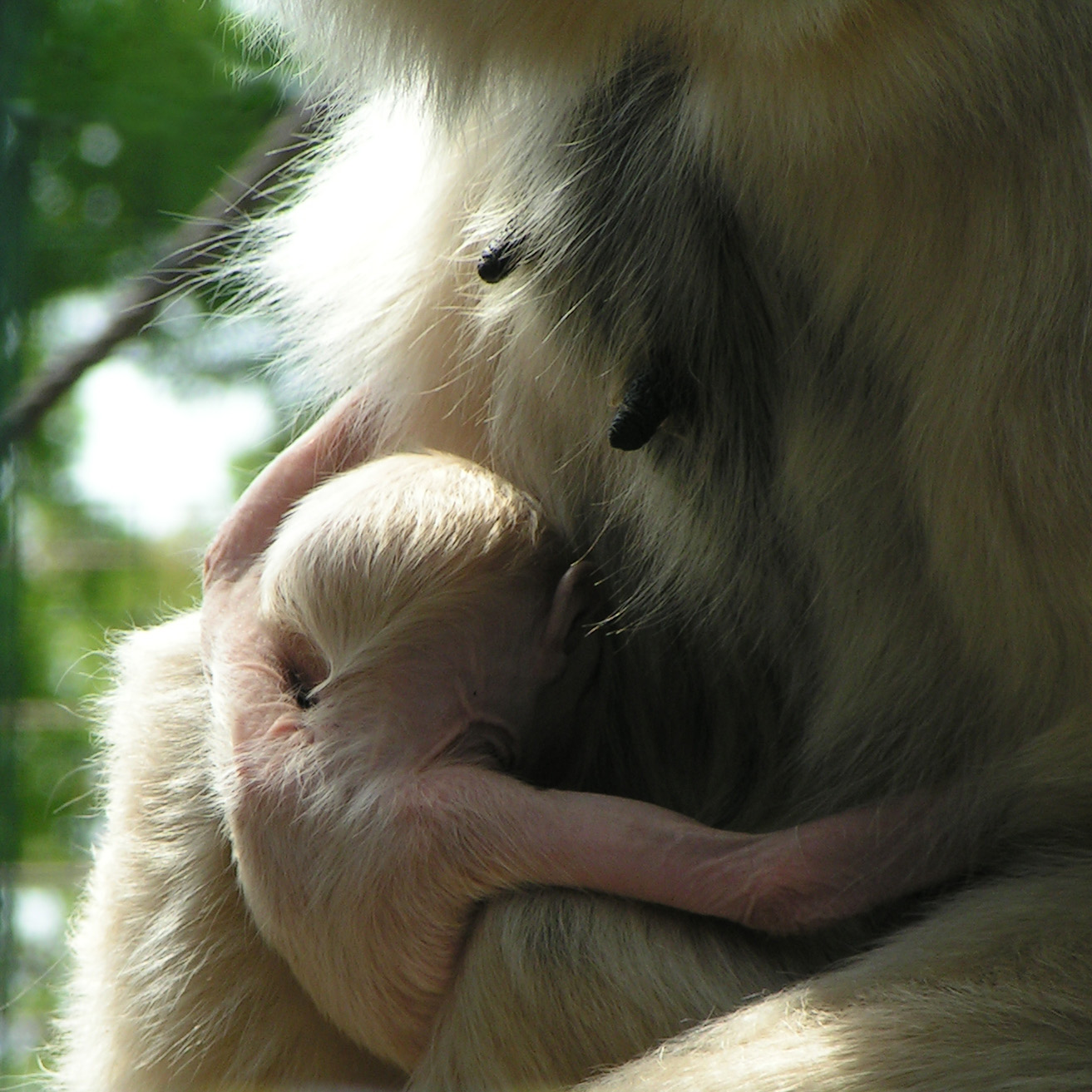
Cría de gibón de mejillas beige (Nomascus gabriellae).

Los hilobátidos son monógamos, conformando parejas cuyo vínculo perdura de por vida, esto a pesar de reducir la probabilidad de éxito reproductivo, también implica una optimización de los recursos y menor costo energético para proteger el territorio. Se cree que este estilo de vida monógamo y territorial se ha adquirido por la dependencia de la pulpa de frutas pequeñas y dispersas.
Los nacimientos ocurren cada dos a tres años dependiendo de la disponibilidad de alimentos, incrementándose los apareamientos en épocas de abundancia de comida, particularmente frutas. En el siamang (S. syndactylus) este intervalo varía entre 2 y 3 años, y en el gibón de manos blancas (H. lar) oscila entre 2 y 2,5 años. El ciclo estral promedia 28 días en H. lar y 30 días en H. holock. Se han documentado periodos gestacionales de 230 a 235 días en el siamang, de 7 a 7,5 meses en H. lar y de 7,5 meses en H. pileatus. Normalmente nace una sola cría la cual se adosa al cuerpo de la madre a modo de cinturón. El peso promedio de las crías al nacer es de 406 gramos en las especies del género Hylobates, 487 en Nomascus y 551 en Symphalangus, valores comparable a las diferencias de tamaño que existen entre los individuos adultos de los tres géneros.
El destete ocurre gradualmente y se completa hasta los dieciocho meses en el gibón de manos blancas y pasados los dos años en el siamang. La madurez sexual se alcanza por completo hacia los ocho o nueve años, pero se ha documentado fertilidad en cautiverio desde los cuatro y seis años. Se tiene registros de longevidad en la naturaleza de hasta 25 años en los siamangs y en cautiverio de hasta cuarenta años, mientras en el gibón de manos negras H. agilis y el gibón de mejillas blancas H. leucogenys pueden vivir hasta 44 años.
A lo largo de su vida algunas especies presentan cambios notables en su coloración y repertorio vocal. Por ejemplo, en Nomascus las hembras adultas tienen un color beige o amarillento con un capuchón negro, mientras que los machos son negros. Al nacer ambos sexos tienen un pelaje amarillo, similar al de las hembras adultas, pero alrededor del primer año de vida adquieren un color completamente negro y solo al adquirir la madurez sexual, las hembras cambian de color por segunda ocasión al color más claro característico de las hembras adultas. Estos cambios son también igual de notorios en el género Hoolock y en el gibón crestado Hylobates pileatus, pero es menos evidente en las demás especies. En lo que respecta al repertorio vocal, los gibones de cresta negra (Nomascus concolor) participan en el canto de sus padres, incluso durante el primer año de edad. Estos emiten únicamente llamados intensos y prolongados, (similares a los emitidos por las hembras adultas) pero al alcanzar la madurez sexual cambian su repertorio por el característico de la adultez; estos cambios parecen suceder también en las otras especies.

## Hábitat y distribución

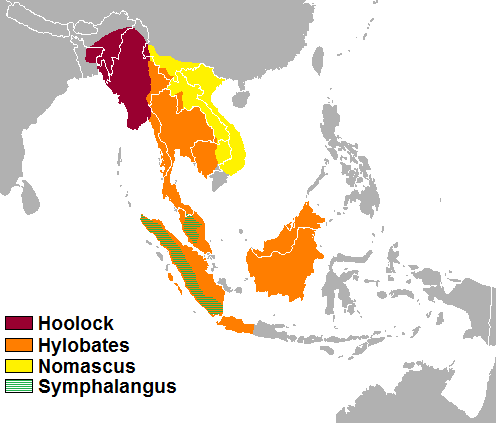
Distribución de los cuatro géneros de hilobátidos en el Sudeste Asiático.

Los gibones ocupan la selva tropical húmeda y subtropical, con precipitaciones anuales de hasta 5000 mm, que va desde el noreste de la India hasta Indonesia y por el norte hasta el sur de China, incluyendo las grandes islas de Sumatra, Borneo y Java.
Los árboles de la familia de las dipterocarpáceas son abundantes en el hábitat de los gibones, oscilando entre el 1% y el 43% del total de la cubierta vegetal. Los árboles de las familias de las moráceas y de las euforbiáceas son la fuente de alimento más habitual de los gibones. A los siamangs se le halla con más frecuencia en bosques más altos que a las demás especies (puede encontrase hasta los 1800 m s. n. m.), las cuales generalmente prefieren zonas de baja altitud, donde la disponibilidad de frutas es mayor. Esta diferencia se debe a que los siamang tienen una dieta basada en hojas y no en frutas, las cuales escasean a medida que se incrementa la altitud. Los bosques de baja altitud son los predilectos por los humanos por ser más accesibles y tener mejores suelos para cultivar. Sin embargo, las especies de gibones parecen tener más habilidad que otras especies de primates de sobrevivir en zonas pequeñas de bosque aislado y bosques talados selectivamente.
Los gibones se distribuyen básicamente por el Sudeste de Asia. Su rango inicia desde el río Brahmaputra, pasando por Bangladés, la mayoría de los estados del noreste de India y Birmania; atraviesa los ríos Salween y Mekong pasando por Tailandia, Camboya, Laos y Vietnam), pasando por el río Rojo hasta el sur de China. Hacia el sudeste el rango se proyecta hacia las islas de la Sonda, el sur de la península de Malaca hasta Sumatra y las islas Mentawai, Java y Borneo. El rango de distribución del gibón de cresta negra (Nomascus concolor) se adentraba bastante en territorio chino, llegando incluso hasta el norte del río Amarillo y muy al norte del Yangtsé hace unos mil años. Desde entonces, ese rango de distribución se ha ido contrayendo paulatinamente hasta el extremo sur de China.

## Estado de conservación

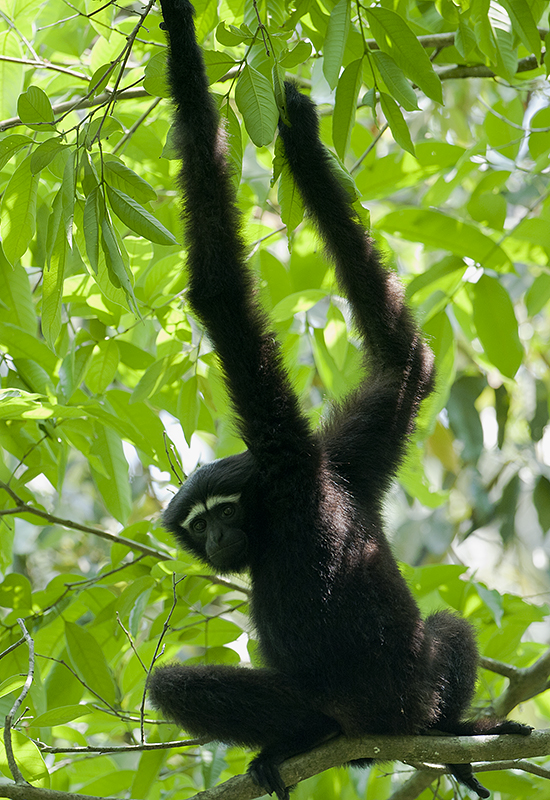
Hembra del gibón hoolock occidental (Hoolock hoolock). La especie está incluida en la publicación bienal Los 25 primates en mayor peligro del mundo, 2008-2010.

Todas las especies de gibones y el siamang se encuentran amenazadas de extinción y en la medida en que la población de humanos continúe su incremento en el sudeste de Asia, la pérdida de hábitat y fragmentación del mismo a causa de la deforestación seguirá en aumento. Por ejemplo, el gibón de manos blancas de Yunnan (Hylobates lar yunnanensis), una subespecie de H. lar, ha desaparecido por completo del sur de China, mientras que el gibón plateado (Hylobates moloch) ocupa solo el 2% de su distribución original y no cuenta con más de 250 individuos adultos, al igual que el gibón de Hainan (Nomascus hainanus) del cual se conocen solo 17 individuos.
Aparte de la desaparición de su hábitat, varias especies son cazadas con frecuencia por su carne y para ser usadas como ingrediente medicinal, o capturados vivos para ser vendidos como mascotas o para ser exhibidos en zoológicos. El comercio ilegal de gibones vivos es un mercado lucrativo en el cual un individuo joven puede costar entre USD10-500 en el mercado negro; sin embargo al llegar a la edad adulta con frecuencia son abandonados. En 2005 se publicó un reporte, el cual revelaba que por lo menos 559 gibones y orangutanes se comercializaron ilegalmente en Indonesia entre 1994 y 2003, a pesar de que su tráfico está penalizado con cárcel y multas. Algunas especies como el gibón de manos blancas y los gibones hoolock se cazan por su carne y para ser usados en medicinas tradicionales, además de la caza por parte de poblaciones nativas.
En 2008, en la Lista Roja de la UICN se catalogaba al gibón de cresta negra (Nomascus concolor), el gibón plateado (Hylobates moloch), el gibón de cresta negra oriental (Nomascus nasutus) y el gibón de mejillas blancas norteño (Nomascus leucogenys) como especies en peligro crítico de extinción; el gibón ágil de Borneo (Hylobates albibarbis), el gibón de manos blancas (Hylobates lar), el gibón de manos negras (Hylobates agilis), el gibón de Müller de Borneo (Hylobates muelleri), el gibón de cresta negra (Hylobates pileatus), el gibón de Kloos (Hylobates klossii), el gibón hoolock occidental (Hoolock hoolock), el siamang (Symphalangus syndactylus) y el gibón de mejillas beige (Nomascus gabriellae) como especies en peligro de extinción. Finalmente, solo al gibón hoolock oriental (Hoolock leuconedys) se le cataloga como especie vulnerable.
Las especie gibón de Hainan (Nomascus hainanus) fue incluida en la publicación bienal Los 25 primates en mayor peligro del mundo, 2016-2018.